# Ungeheuersee
Der Ungeheuersee im Leininger Sporn, einem Teil des nordöstlichen Pfälzerwalds (Rheinland-Pfalz), ist ein flacher Hochmoorteich, der hauptsächlich durch den Krumbach gespeist wird. Der See steht seit den 1930er Jahren als Naturdenkmal unter Schutz, seit 1971 ist er im amtlichen Verzeichnis mit der Listennummer ND-7332-195 ausgewiesen.

## Geographie
Der von zwei Quellen gespeiste See liegt auf 357 m Höhe in einem Kerbtal, dem Krumbachtal, etwa 2 km südwestlich von Weisenheim am Berg und erstreckt sich von Südwest nach Nordost. Er ist wasserstandsabhängig bis 140 m lang und bis 40 m breit bei einer Fläche von maximal 0,4 Hektar. Seine größte Tiefe beträgt 1,8 m. Die Größenangaben zum See sind ungefähre Werte; denn sein Wasserstand ist von den regionalen Niederschlägen sowie der Wasserführung des Krumbachs abhängig und kann demzufolge schwanken, zu manchen Zeiten fällt das Gewässer sogar vollkommen trocken.
Am Seeufer steht ein Felsblock aus Sandstein, in den der Name des Gewässers eingemeißelt ist.
Der Krumbach als Hauptzufluss entspringt nur 350 m südwestlich. Nach der Passage des Sees fließt er nordwärts und versickert nach gut 1000 m zunächst im Waldboden. Im Krumbachtal, in dem das Bachbett anschließend nach Nordosten verläuft, liegen später weitere Abschnitte des Krumbachs an der Oberfläche. Das Tal reicht bis zum Haardtrand unterhalb von Battenberg.
Der Krumbach mündet nach 7,3 km Lauf am Ostrand von Kleinkarlbach von rechts in den Eckbach, einen linken Zufluss des Rheins.

## Geschichte

### Name und Entstehung
Als 1816 die Pfalz unter bayerische Verwaltung kam, schlussfolgerten die neuen Beamten, die weder Orts- noch Mundartkenntnisse besaßen, das Gewässer werde von der Bevölkerung so bezeichnet, weil in der sumpfigen Umgebung Ungeheuer vermutet würden. Mit solchen hat der Name jedoch nichts zu tun, vielmehr leitet er sich her von den Wörtern „Unger“ für Waldweide und „Heyer“ für Gehege.
Der Ungeheuersee wurde im ausgehenden Mittelalter oder in der frühen Neuzeit als Viehtränke angelegt und 1599 erstmals urkundlich erwähnt. Da es keinerlei Reste eines Staudamms gibt, wurde offenbar eine natürliche Einsenkung des Krumbachtals, in der sich ein flacher Sumpf gebildet hatte, noch etwas vertieft.

### Legenden
Laut einer Legende ging früher, als der See noch ungepflegt und die Umgebung morastig war, niemand gerne dorthin, weil hier um Mitternacht Waldgeister ihr Unwesen treiben würden. Angeblich lebte auch eine Waldfrau am See, die manches Kind geraubt haben soll.
Eine weitere Legende berichtet davon, die Bürger von Weisenheim am Berg hätten während des Dreißigjährigen Krieges die Glocken vom Kirchturm genommen und im Ungeheuersee versenkt. Das Dorf sei dann durch fremde Soldaten niedergebrannt worden; dabei seien alle Einwohner, die den genauen Ort der Versenkung gekannt hätten, ums Leben gekommen. Deshalb seien die Glocken nie wiedergefunden worden.
Einer dritten Legende zufolge hätten die Mönche des knapp 4 km entfernten Klosters Höningen ihre Silberglöckchen dem See anvertraut, aber auch von diesen fehle seither jede Spur.

## Hydrologie
Der See ist wegen seiner Nährstoffarmut ein dystrophes Gewässer. Fälschlicherweise wird er manchmal als Hochmoor bezeichnet, was jedoch vegetationskundlich und hydrologisch unzutreffend ist. Der Säuregehalt wurde mit einem pH-Wert von 5,2 und 6,1 gemessen.

## Flora und Fauna

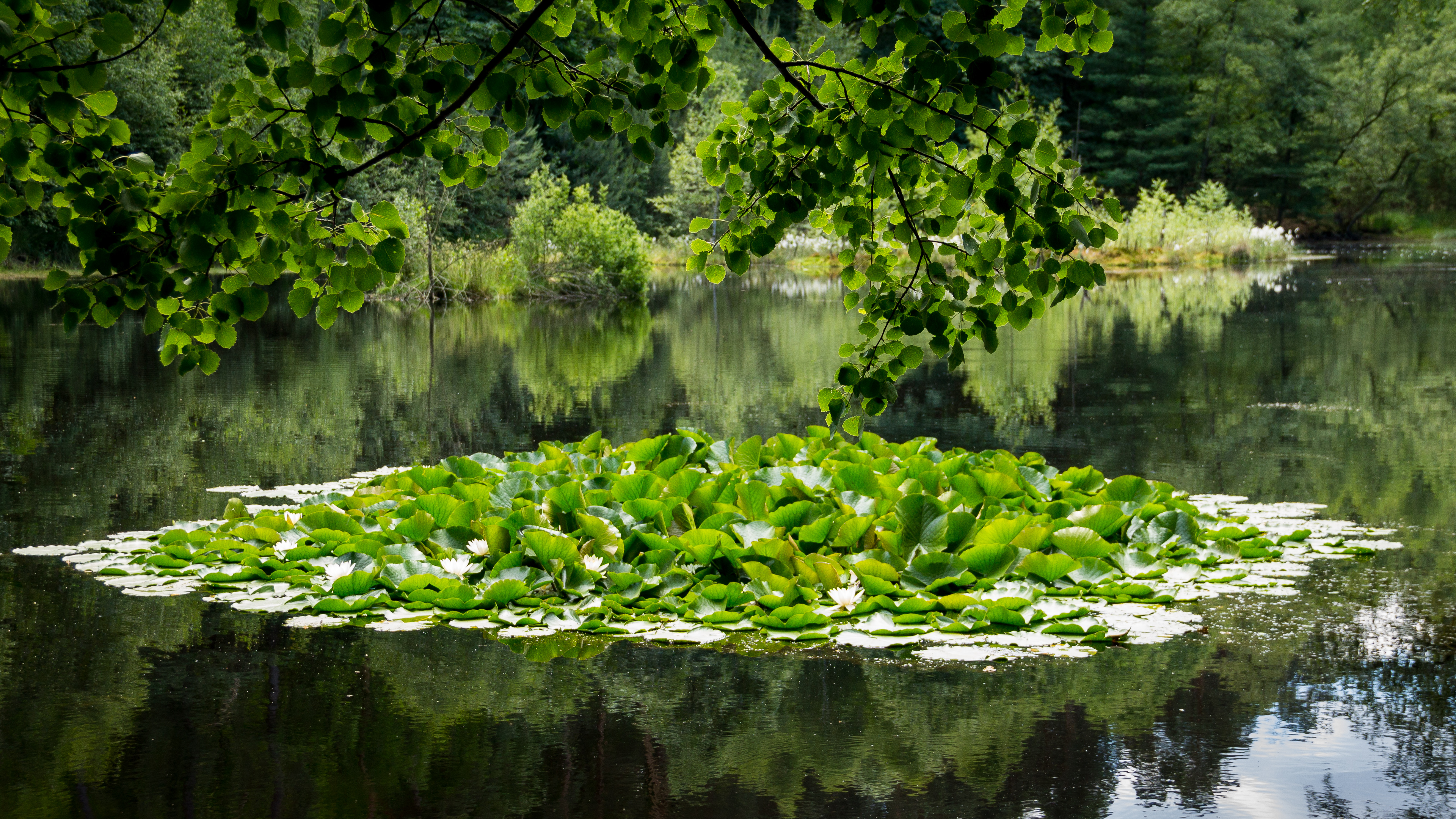
Wasserpflanzen

Der See ist von Mischwald umschlossen und verfügt über eine artenreiche Flora am Ufer und auf schwimmenden Inseln; beispielsweise werden auf der Hauptinsel neben mehreren Torfmoosarten auch Schmalblättriges Wollgras (Eriophorum angustifolium), Rundblättriger Sonnentau, eine fleischfressende Pflanze, und Weißes Schnabelried (Rhynchospora alba) angetroffen. Diese Vegetation zeichnet die Insel als Übergangsmoor aus.
Im Wasser wachsen verschiedene Wasserpflanzen, von denen der Kleine Wasserschlauch (Utricularia minor), ebenfalls eine fleischfressende Pflanze, hervorzuheben ist. Da im See keine Fische leben, kommen Amphibien wie Fadenmolch, Bergmolch und Wasserfrösche besonders zahlreich vor. Auch die Ringelnatter wird beobachtet. Der Zwergtaucher ist regelmäßiger Brutvogel.
Bei niedrigem Wasserstand können Pflanzen und Tiere durch das Begehen der Uferzone gefährdet oder geschädigt werden. Besonders die Inseln sind mit ihrer Vegetation sehr empfindlich und sollten nicht betreten werden.
Im Jahr 2013 wurde am südwestlichen Ufer des Sees auf einer 4000 m² großen Windbruchfläche eine Freifläche mit kleinen Tümpeln angelegt. Die Verbuschung und Wiederbewaldung soll aus Naturschutzgründen durch Pflegemaßnahmen verhindert werden, denn die Freifläche wirkt sich fördernd auf die Artenvielfalt aus. Die Betreuung erfolgt durch Mitglieder der Ortsgruppe Weisenheim am Berg im Pfälzerwald-Verein (PWV) sowie des Pollichia-Vereins.
Bereits während des ersten Folgejahrs begrünte sich die anfängliche Brache von selbst, und die Zahl der beobachteten Arten von Insekten, Amphibien, Reptilien und Vögeln nahm beträchtlich zu. Die Naturschützer drückten ihre Hoffnung aus, dass auch die seltene Gelbbauchunke sich wieder ansiedelt, die bis in die 1980er Jahre hier heimisch war und heute am Haardtrand wie in der gesamten Pfalz in ihrem Bestand hochgradig gefährdet ist. Sie wurde von der Deutschen Gesellschaft für Herpetologie und Terrarienkunde zum Lurch des Jahres 2014 gekürt.

## Tourismus und Erreichbarkeit

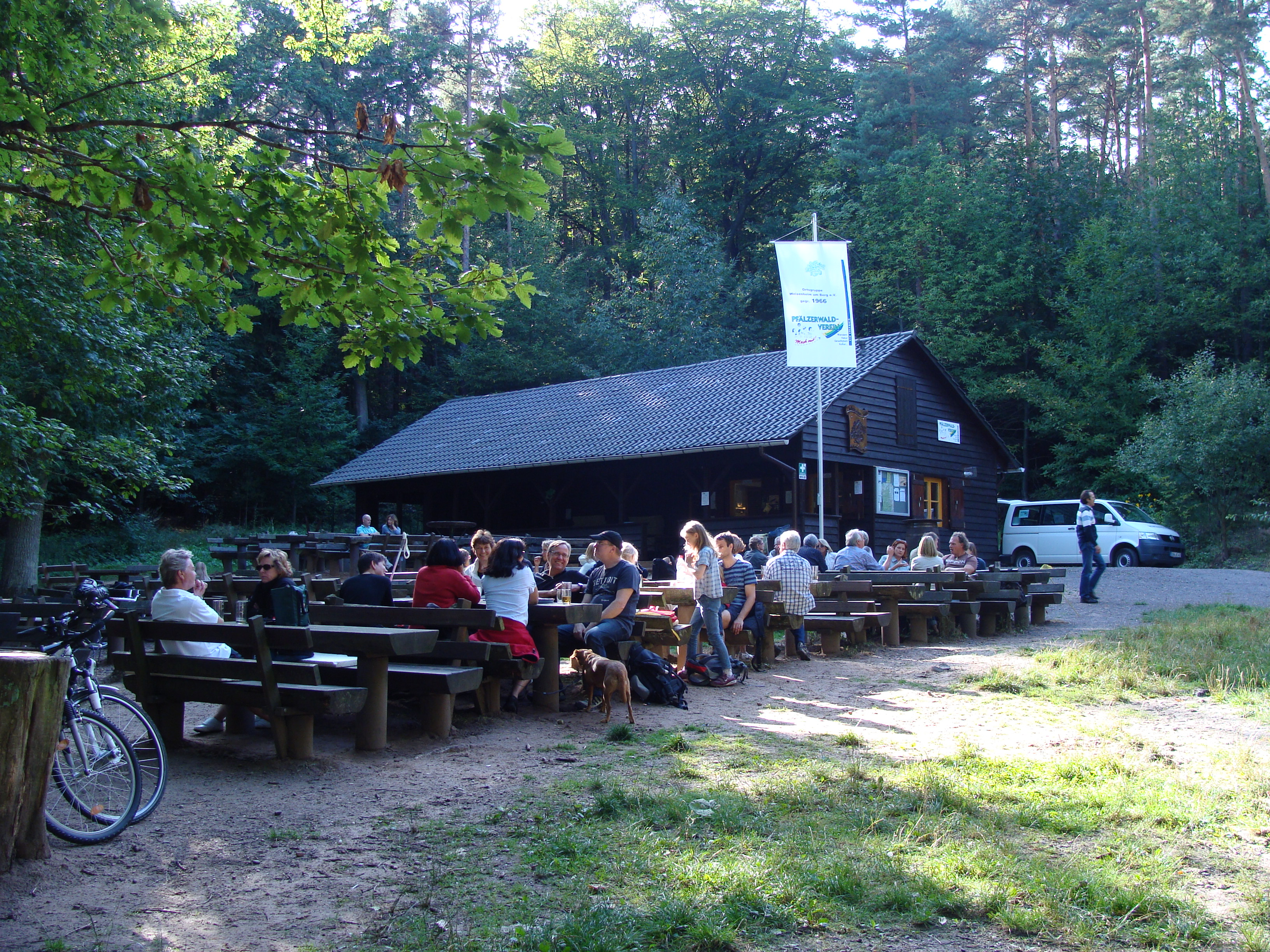
Weisenheimer Hütte
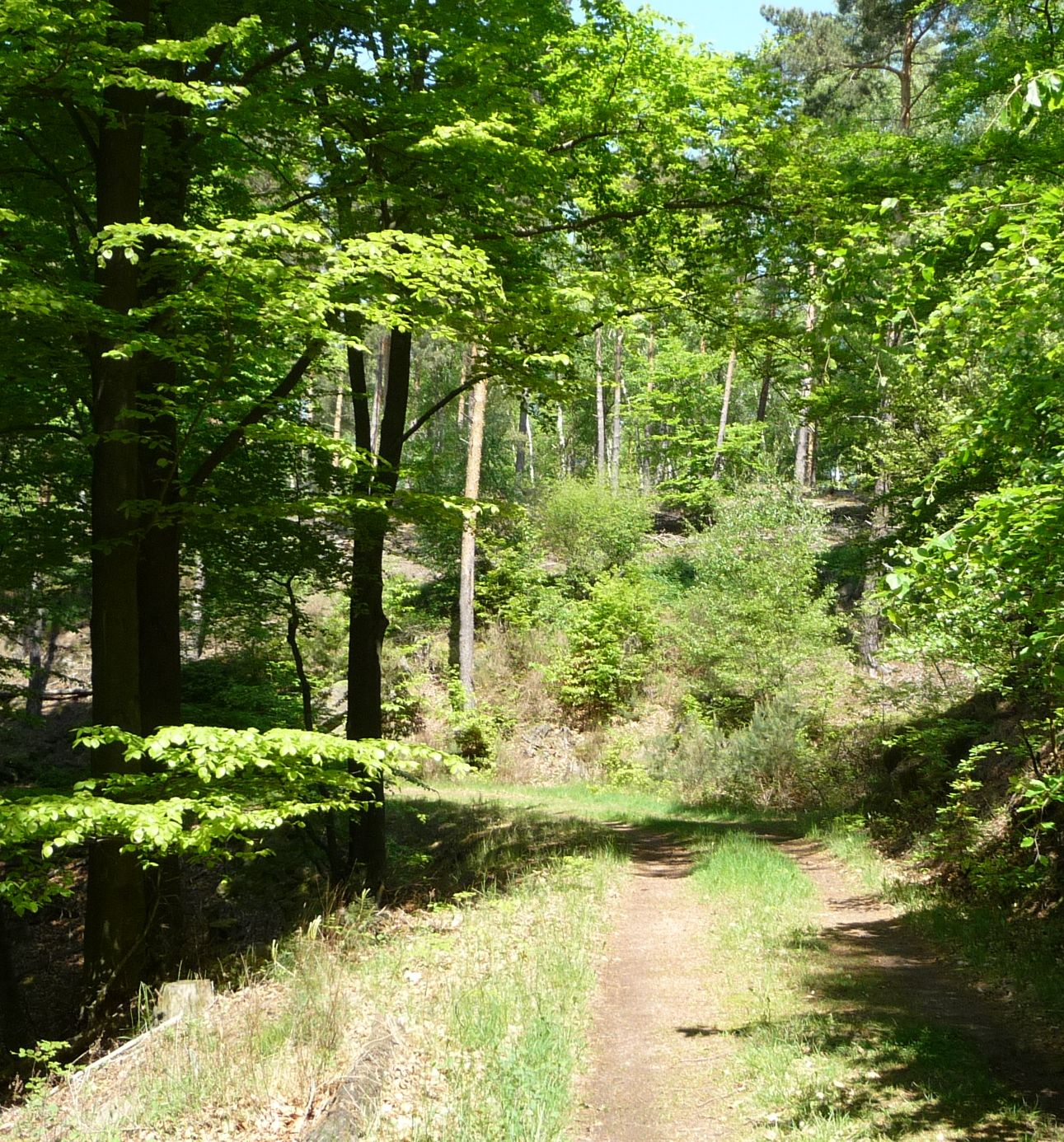
Waldweg zum See

Am Seeufer links des Krumbach-Ausflusses steht am Hang etwas oberhalb auf 365 m Höhe die Weisenheimer Hütte (⊙), die auch Ungeheuersee-Hütte oder Pfälzerwald-Hütte genannt wird. Sie wird vom Pfälzerwald-Verein von Mitte März bis in den Herbst hinein an Sonntagen bewirtschaftet.
Um den See und die sich im Südwesten anschließende Freifläche führt ein Lehrpfad des PWV und der Pollichia. Die intensive touristische Nutzung des Naturdenkmals und seiner Umgebung hat wiederholt zu Beeinträchtigungen geführt.
Der See ist nur über Wanderpfade erreichbar sowie über Waldwege, die nicht für den allgemeinen Kraftfahrzeugverkehr zugelassen sind, beispielsweise von Leistadt aus über das Sandtal, von Weisenheim am Berg aus über das Langental und von Battenberg oder Bobenheim am Berg aus durch das Krumbachtal. Die Wegmarkierungen können auf einschlägigen Websites nachgesehen werden.